# Профінтерн
Профінте́рн (рос. Профинтерн) — присілок у складі Макушинського округу Курганської області, Росія. 
Населення — 38 осіб (2010, 134 у 2002).
Національний склад станом на 2002 рік:
- росіяни — 80 %